# Réserve naturelle régionale de Monte Salviano
La réserve naturelle régionale de Monte Salviano est un espace naturel protégé créé dans les Abruzzes en 1999, dans la province de L'Aquila,.

## Territoire
La réserve naturelle est située dans la commune d'Avezzano. Elle tire son nom du Monte Salviano (it) , un groupe montagneux des Apennins des Abruzzes qui s'étend du nord-ouest au sud-ouest, séparant le bassin du Fucin des plaines de Palentini, au centre de la Marsica, un site d'importance communautaire.

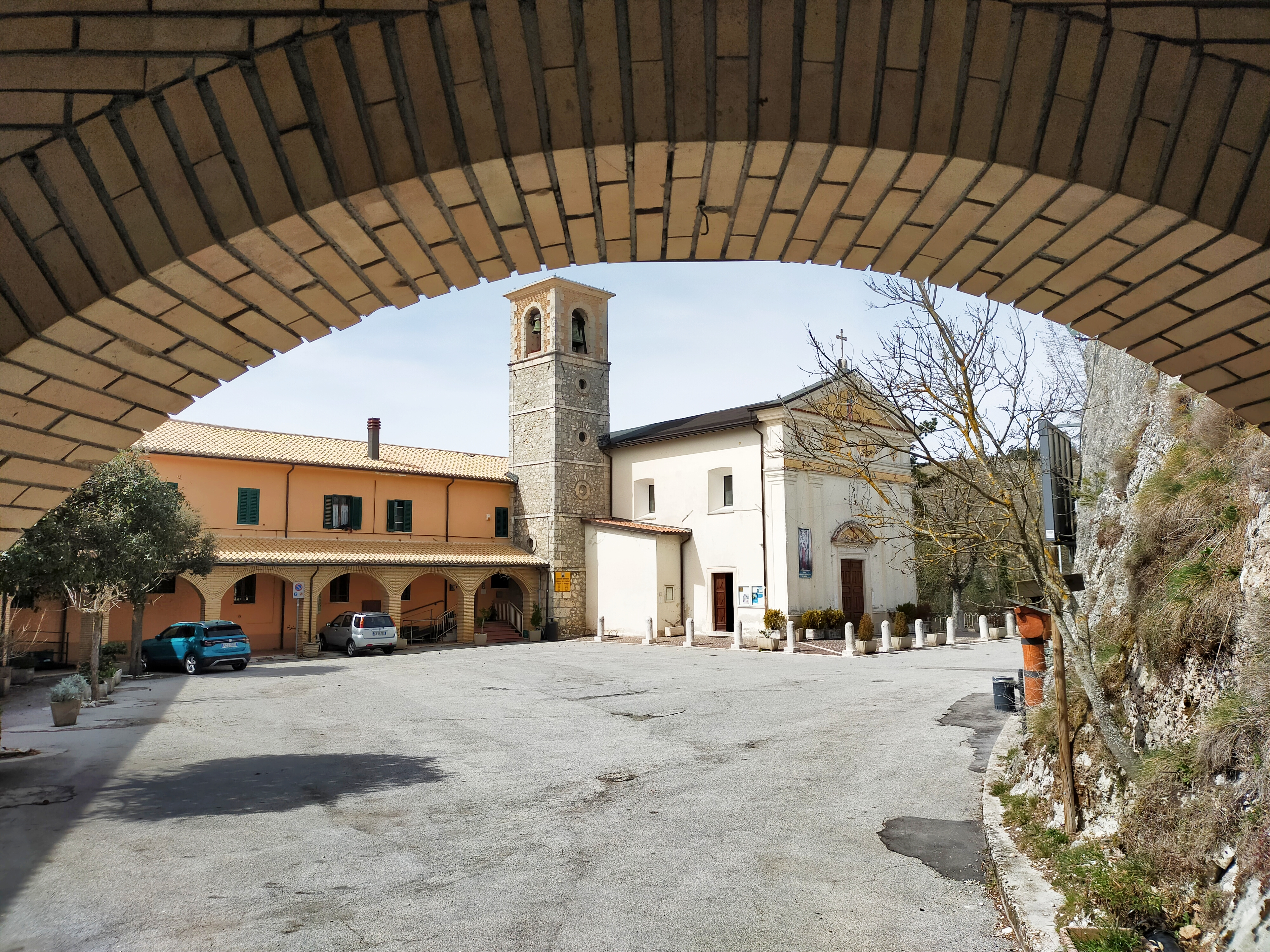
Sanctuaire de la Madonna di Pietraquaria.

Elle a été établie dans le but de protéger les aspects environnementaux, historiques et culturels de la région. Toute la zone, y compris les Tunnels de Claude, la grotte de Ciccio Felice, le parc fluvial de l'Incile del Fucino (it), certaines zones et structures de l'ancienne sucrerie d'Avezzano et le torrent Rafia près de Cese dei Marsi. Le sanctuaire consacré à la Madonna di Pietraquaria (it) et situé à 1 000 m d'altitude est connu pour l'image miraculeuse qui y est vénérée.
La pinède représente la zone la plus caractéristique du Mont Salviano. En 1916, les premiers pins furent plantés par les prisonniers de guerre du camp de concentration austro-hongrois établi au nord d'Avezzano après le séisme du 13 janvier 1915 de la Marsica et pendant la Première Guerre mondiale.

## Flore

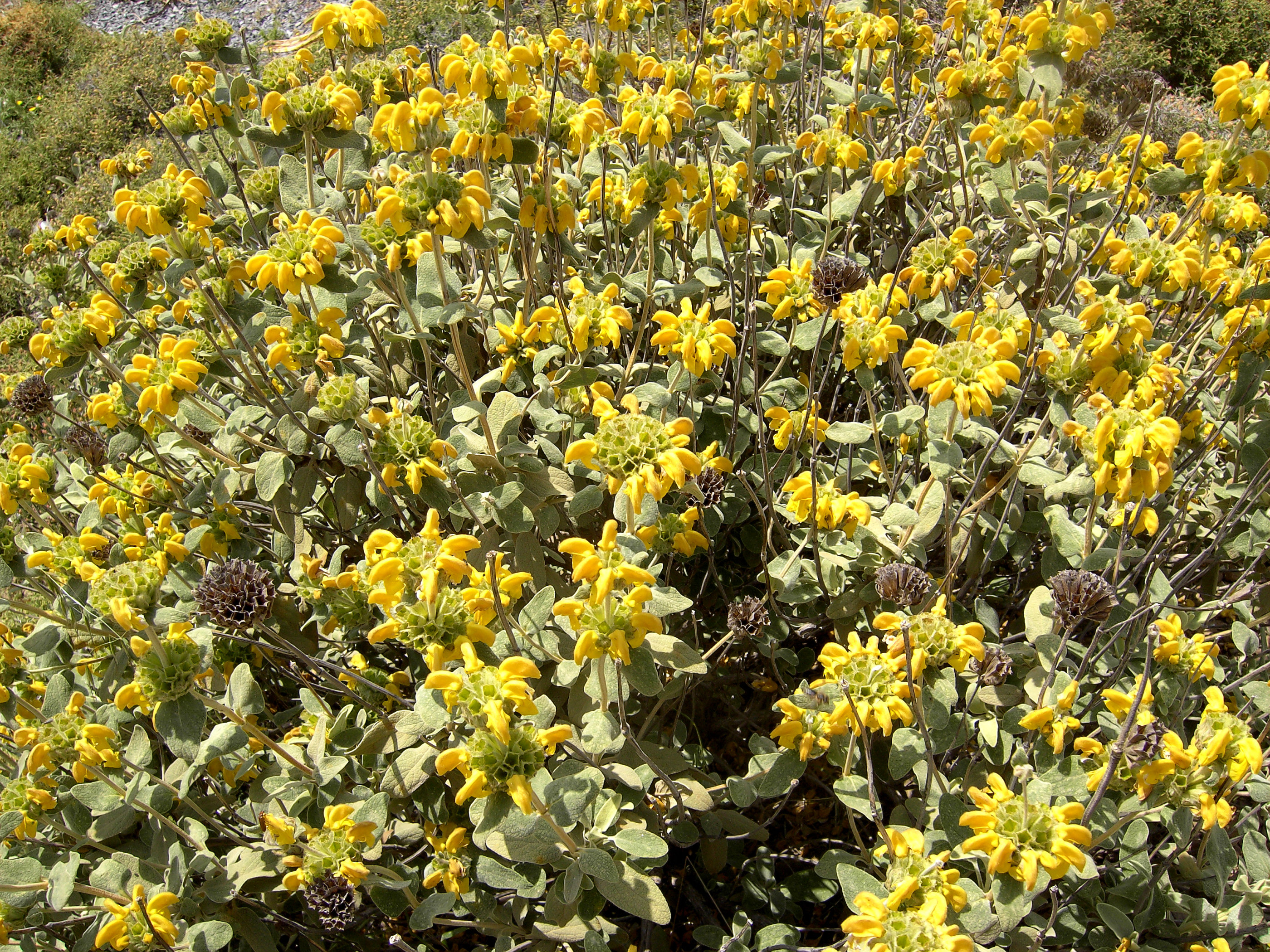
Sauge de Jérusalem.

Au printemps, les vallées et les crêtes ensoleillées se couvrent des fleurs jaunes de la sauge de Jérusalem (Phlomis fruticosa) qui, présentes en abondance, caractérisent tout le territoire montagneux. On peut également observer la sauge, la centaurée des montagnes, le genévrier, l'orchis pourpre, l'églantier, le cytise commun, l'alchémille commune et l'iris marsica (it).
La riche biodiversité de dendroflore comprend des pins noirs, des châtaigniers, des chênes pubescents et d'autres espèces autochtones spontanées typiques des bois de la réserve. Au cours de l'été 1993, un incendie a gravement endommagé le patrimoine florofunistique. La lente restauration écologique, réalisée à travers le reboisement d'espèces autochtones et indigènes et en favorisant le processus de renaturalisation spontanée, a consolidé l'écosystème du Monte Salviano.

## Faune

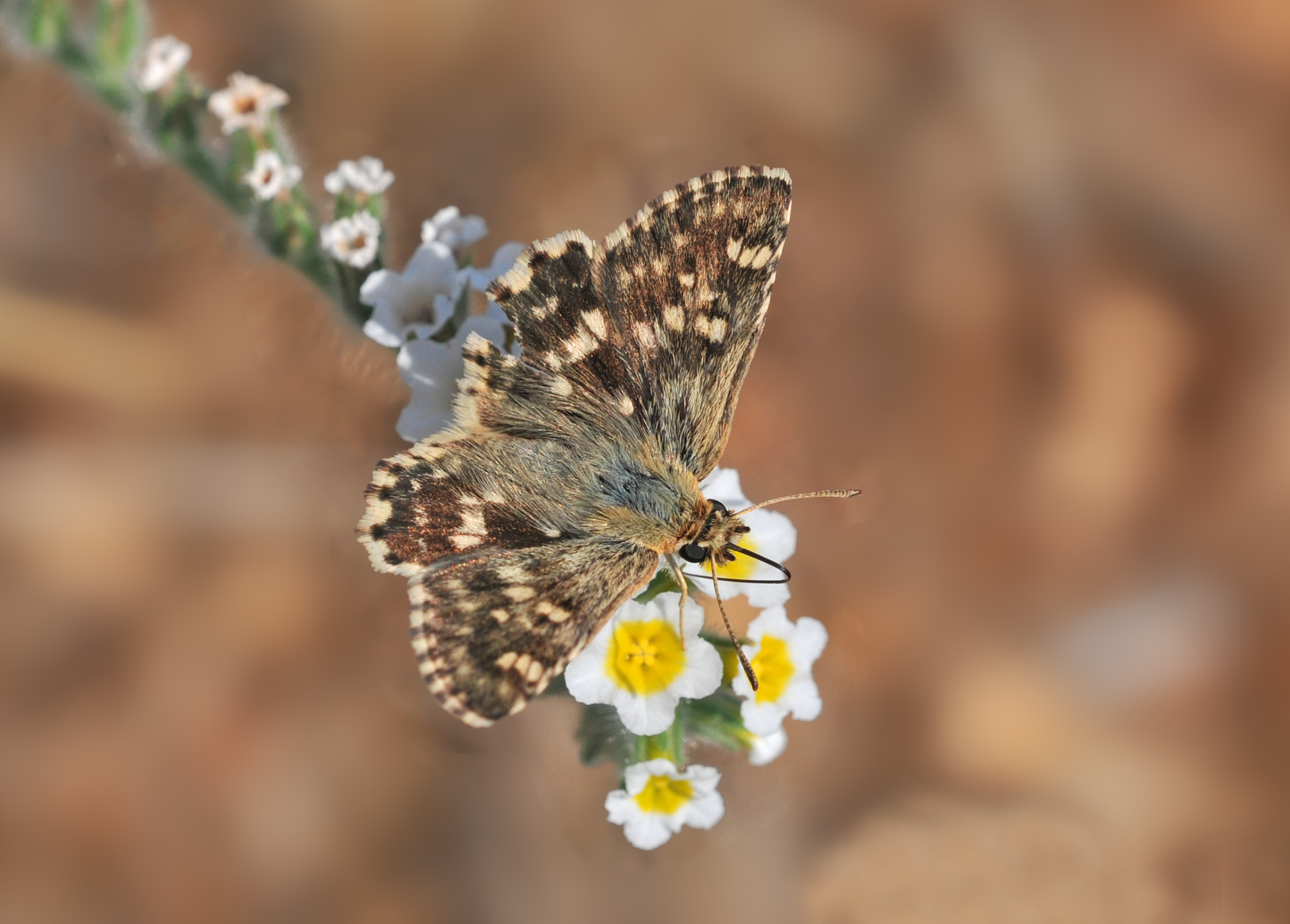
Hespérie de l'herbe-au-vent.

Parmi les animaux vivant dans la zone protégée, on trouve aussi l'écureuil roux (symbole de la réserve naturelle), le blaireau, le renard, le putois, la belette, le lièvre, le gyps et le pinson des arbres. La buse variable, le vautour fauve, les crécerelles et le faucon pèlerin fréquentent les bois de la réserve. Parmi les invertébrés, on trouve les lépidoptères dont exceptionnellement l'hespérie de l'herbe-au-vent.
Un refuge pour la récupération d'espèces protégées d'animaux sauvages, malades ou blessés des montagnes des Abruzzes, est installé dans deux hectares de terrain situé derrière le sanctuaire, sur les pentes du mont Cimarani. Le centre des espèces protégées dispose de deux abreuvoirs, de deux mangeoires et d'un abri

## Galerie

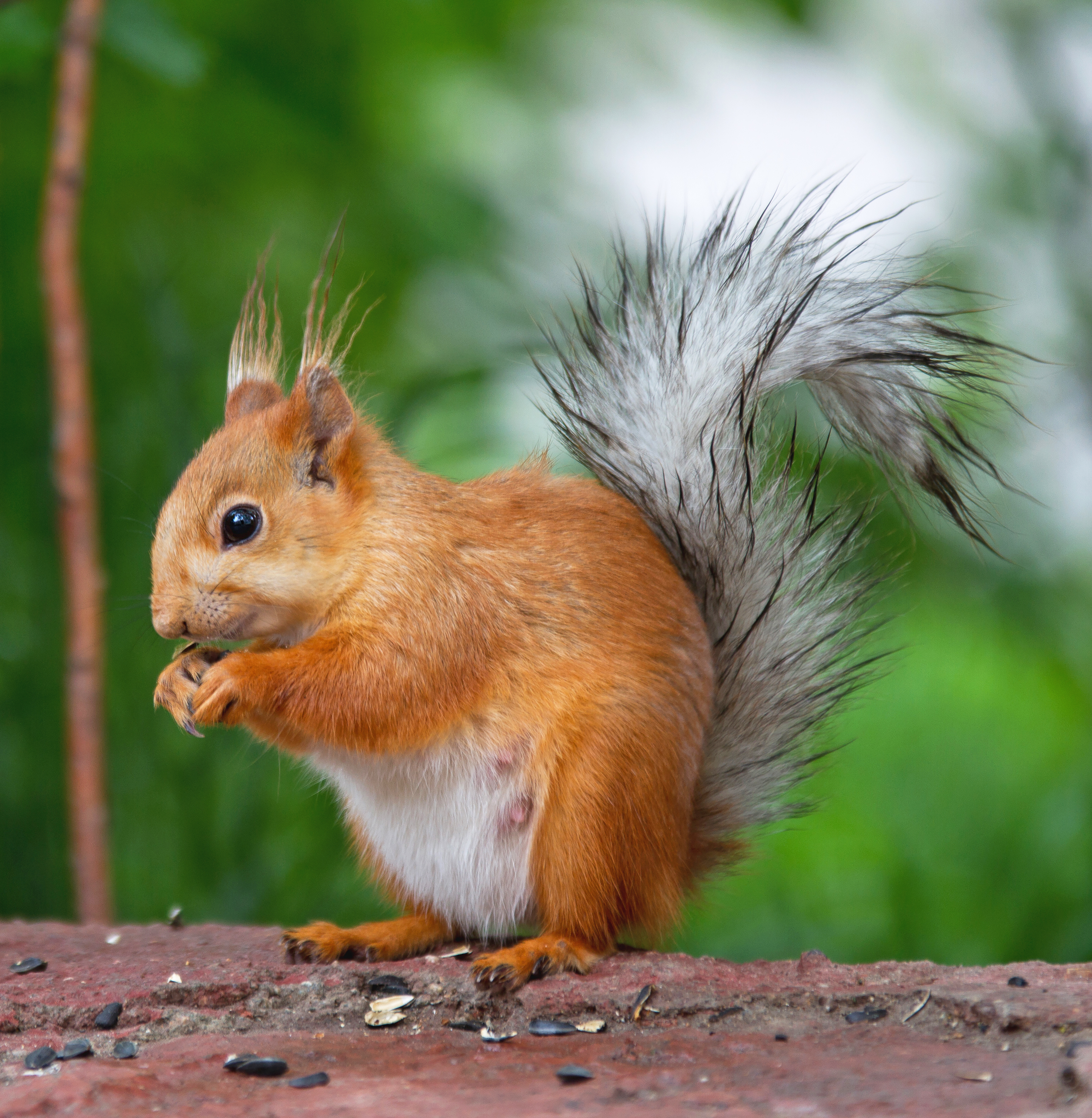
Écureuil roux.
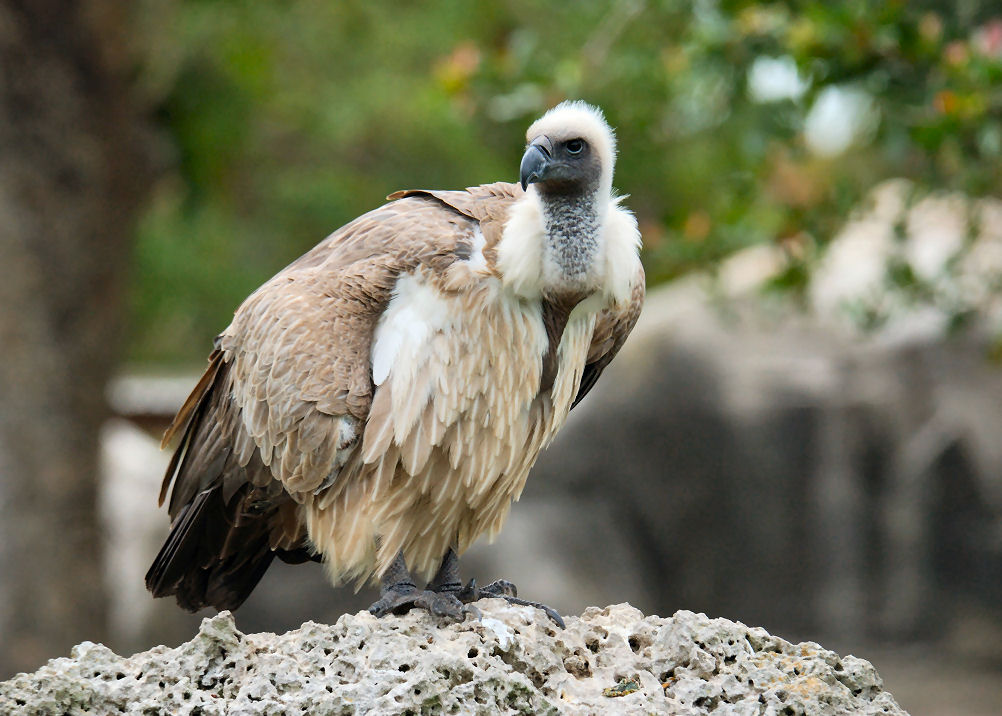
Gyps.
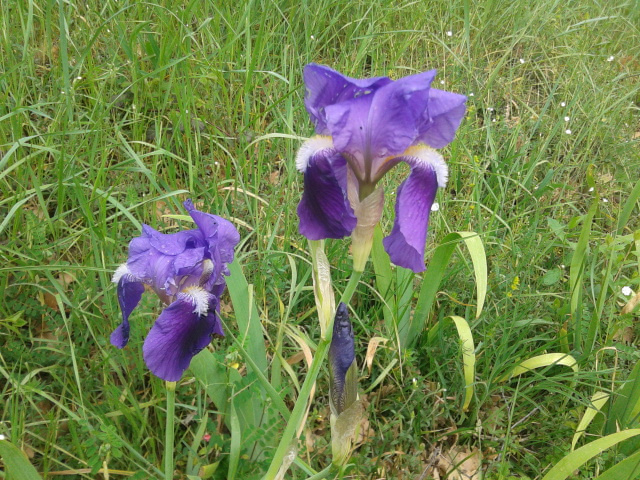
Iris marsica.